# Muzeum Ziemi Kujawskiej i Dobrzyńskiej we Włocławku
Muzeum Ziemi Kujawskiej i Dobrzyńskiej we Włocławku – powstała w 1908 placówka muzealna należy do najstarszych w Polsce. Obejmuje swym zainteresowaniem tereny ziemi kujawskiej i ziemi dobrzyńskiej na Kujawach wschodnich, w szczególności ich spuściznę kulturową, historię i sztukę regionu. Siedzibą muzeum jest gmach przy ulicy Słowackiego, wzniesiony w 1930.

## Powstanie muzeum
Muzeum powstało na początku XX wieku pod nazwą Muzeum Kujawskiego. Decyzję o jego stworzeniu podjęto 2 czerwca 1908 na podstawie uchwały zarządu Oddziału Kujawskiego Polskiego Towarzystwa Krajoznawczego. Uroczyste otwarcie muzeum miało miejsce 14 marca 1909. Jego siedzibą był gmach przy ulicy Kaliskiej (obecnie – Polskiej Organizacji Wojskowej). Podstawą pierwszych zbiorów stały się eksponaty pochodzące z Muzeum Szkolnego Macierzy Polskiej oraz przekazana w depozyt kolekcja Towarzystwa Biblioteki i Czytelni Adama Mickiewicza we Włocławku.

## Historia muzeum

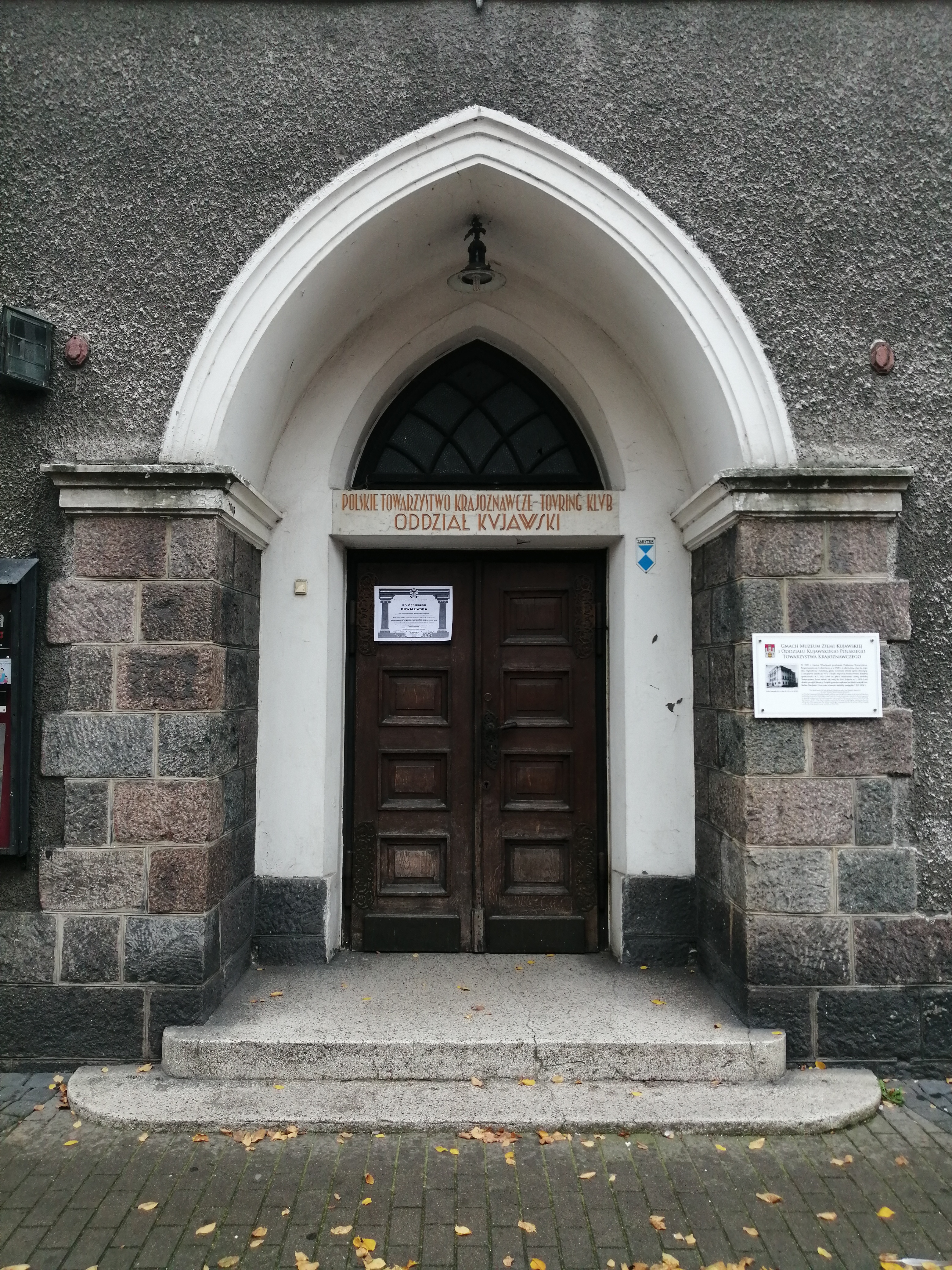
Wejście do Muzeum Ziemi Kujawskiej i Dobrzyńskiej

W 1910 muzeum rozpoczęło prace nad poszerzeniem swojego profilu o wątki etnograficzne. W tym celu powołano komitet przygotowujący wystawę, której centralnym punktem miała być wierna rekonstrukcja chaty kujawskiej. Kustoszem otwartej w 1911 wystawy był Cyprian Apanowicz. Ze względu na ciągle powiększające się zbioru muzealne, na początku lat 20 pojawił się pomysł przeniesienia muzeum do nowego, większego budynku.
Komitet Budowy gmachu Muzeum Ziemi Kujawskiej zawiązał się w 1925 (w składzie komitetu była m.in. właścicielka dóbr Sierzchowo, Anna Boye), a w 1930 oddano do użytku nowy, ozdobiony neogotyckimi elementami gmach muzeum, zlokalizowany przy ulicy Słowackiego. Z okazji otwarcia wydano pierwszy przewodnik po muzeum, którego autorem był Szymon Racja, kustosz muzeum.
Do 1939 muzeum prezentowało stałą wystawę o charakterze etnograficznym oraz czasowe, najczęściej o charakterze artystycznym. Po rozpoczęciu okupacji niemieckiej muzeum zostało zamknięte, zaś większa część jego zbiorów zaginęła w czasie wojny.
Muzeum Ziemi Kujawskiej reaktywowano w 1945. Jego pierwszym powojennym dyrektorem w latach 1945–1965 była Henryka Królikowska. Z jej inicjatywy władze muzeum podjęły starania o uzyskanie barokowych kamienic na Starym Rynku. W 1972 otwarto w nich Muzeum Historii Włocławka.
W 1975 nazwa „Muzeum Ziemi Kujawskiej” została zmieniona na „Muzeum Ziemi Kujawskiej i Dobrzyńskiej”, obejmując tym samym swoim zasięgiem cały obszar nowo powstałego województwa włocławskiego.
W 1983 otwarto pierwszy oddział muzeum – Muzeum Stanisława Noakowskiego w Nieszawie.
W 1986 otwarto we Włocławku Muzeum Etnograficzne ulokowane w dawnych spichlerzu przy ulicy Bulwary 6. W 1990 w spichlerzu przy ulicy Zamczej otwarto Zbiory Sztuki, a w spichlerzu przy ulicy Bulwary 9 ulokowano magazyn muzealny. Najnowszym oddziałem muzeum jest Kujawsko-Dobrzyński Park Etnograficzny w Kłóbce, otwarty w 1993 (wraz z dworem w Kłóbce).
W 2009, podczas obchodów jubileuszu 100-lecia, muzeum zostało odznaczone Złotym Medalem „Zasłużony Kulturze Gloria Artis”.

## Struktura i zbiory
- Dział Historyczny – powołany w 1966 po rozdzieleniu Działu Artystyczno-Historycznego. Jego podstawą stały się militaria i numizmatyka. Zgromadzone w Dziale Historycznym zabytki prezentowane są również w części na ekspozycji stałej w Muzeum Historii Włocławka.
- Dział Archeologiczny – jego zbiory liczą kilkadziesiąt tysięcy zabytków ujętych w 1670 pozycjach inwentarza działowego.
- Dział Numizmatyki, Medalierstwa i Metrologii Historycznej – gromadzi zabytki z zakresu numizmatyki (monety, banknoty, obligacje, weksle), medalierstwa (medale, medaliony i plakiety), falerystyki (ordery, odznaczenia, odznaki) oraz sfragistyki i papiery wartościowe;
- Dział Budownictwa Ludowego – obejmuje zbiory z zakresu budownictwa ludowego Kujaw i ziemi dobrzyńskiej m.in. fotografie, skrócone inwentaryzacje oraz dokumentację techniczną wybranych obiektów.
- Dział Etnograficzny – był podstawą powołanego w 1909 muzeum. W czasie wojny zbiory etnograficzne zostały w większości utracone, nowa kolekcja gromadzona jest od 1945. Prezentuje zabytki sztuki ludowej m.in. rzeźbę, malarstwo, rękodzieło, zbiory z zakresu meblarstwa, rzemiosła, przemysłu wiejskiego oraz kolekcję wyposażenia wnętrz i stroju regionalnego[9].
- Dział Fajansu – dział fajansu został utworzony w 1979  w wyniku połączenia w jeden zbiór zabytków gromadzonych do tego czasu w Dziale Sztuki oraz ok. 2500 dzieł współczesnego fajansu włocławskiego, przejętych z Działu Etnograficznego. Obecnie zbiory liczą ok. 15 000 eksponatów i są podzielone na dwie podstawowe kolekcje: fajans zabytkowy i fajans współczesny[10].
- Dział Sztuki – powołany w 1966 po rozdzieleniu Działu Artystyczno-Historycznego. Do 1939 opierał się na dziełach podarowanych muzeum przez twórców, po 1945 – na zbiorach przejmowanych z dworów znajdujących się na Kujawach. Gromadzi eksponaty z zakresu malarstwa, grafiki, rysunku i rzeźby od XVI w. do końca XX w[11].

Muzeum zarządza również:
- Biblioteką Muzealną – mieści się w budynku Muzeum Etnograficznego.  W bibliotece zgromadzono ok. 21 tys. książek i ok. 5 tys. katalogów z różnych dziedzin nauki: archeologii, historii, sztuki, geografii, etnologii[12].

## Ekspozycje
Wystawy stałe:
- Fajans włocławski – wystawa ukazuje historię zdobnictwa fajansu w latach 1873–1991, obejmuje 525 zabytków[13].
- Galeria portretu polskiego – prezentuje obrazy najwybitniejszych polskich malarzy od początku XVIII w. do poł. XX w. Uzupełnieniem galerii jest ekspozycja przedstawiająca wizerunki ważnych postaci historycznych m.in. portrety królów, bohaterów narodowych[14].

## Galeria

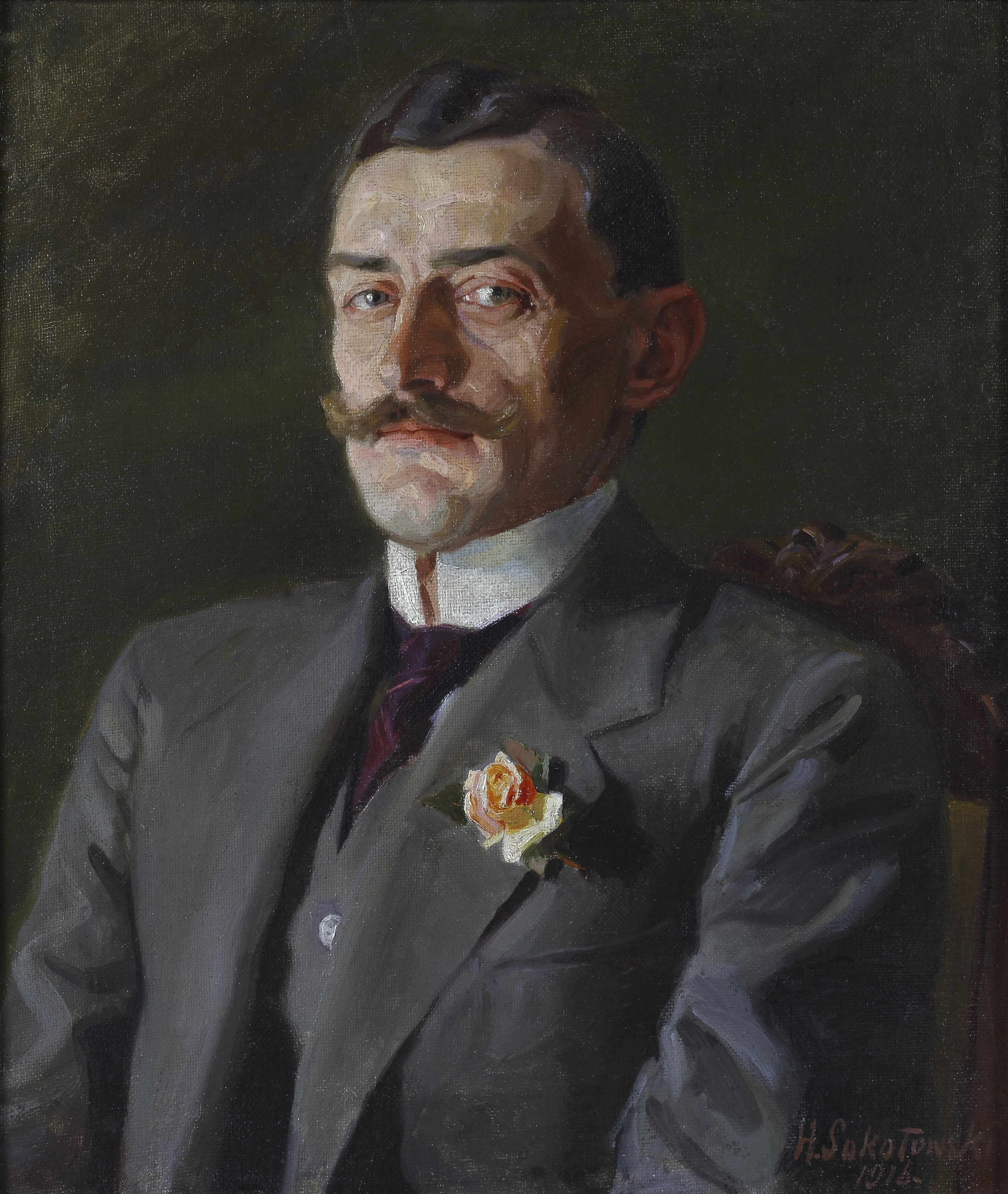
Henryk Sokołowski, Portret Bronisława Kretkowskiego
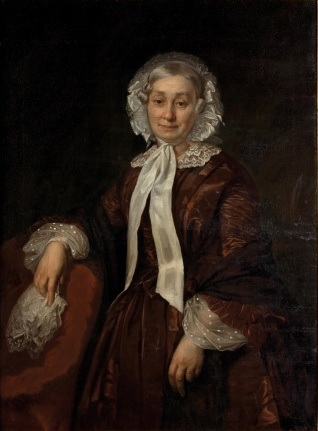
Józef Simmler, Portret Wilhelminy Schlosser
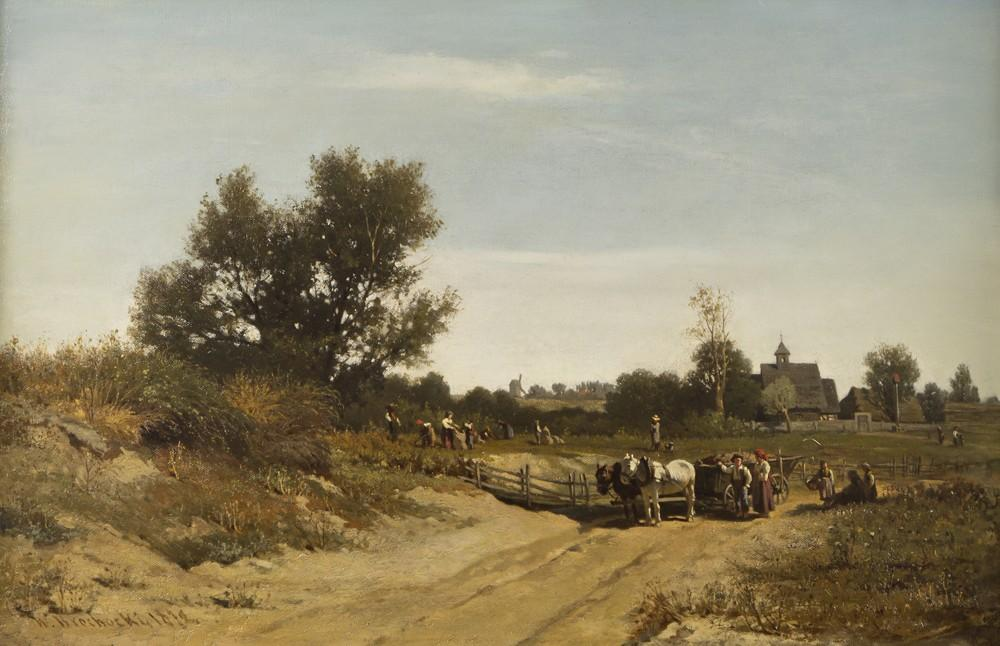
Walery Brochocki, Pejzaż wiejski ze sztafażem
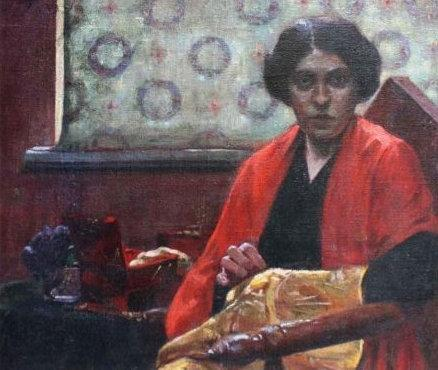
Dawid Aleksander Haltrecht, Haftująca kobieta
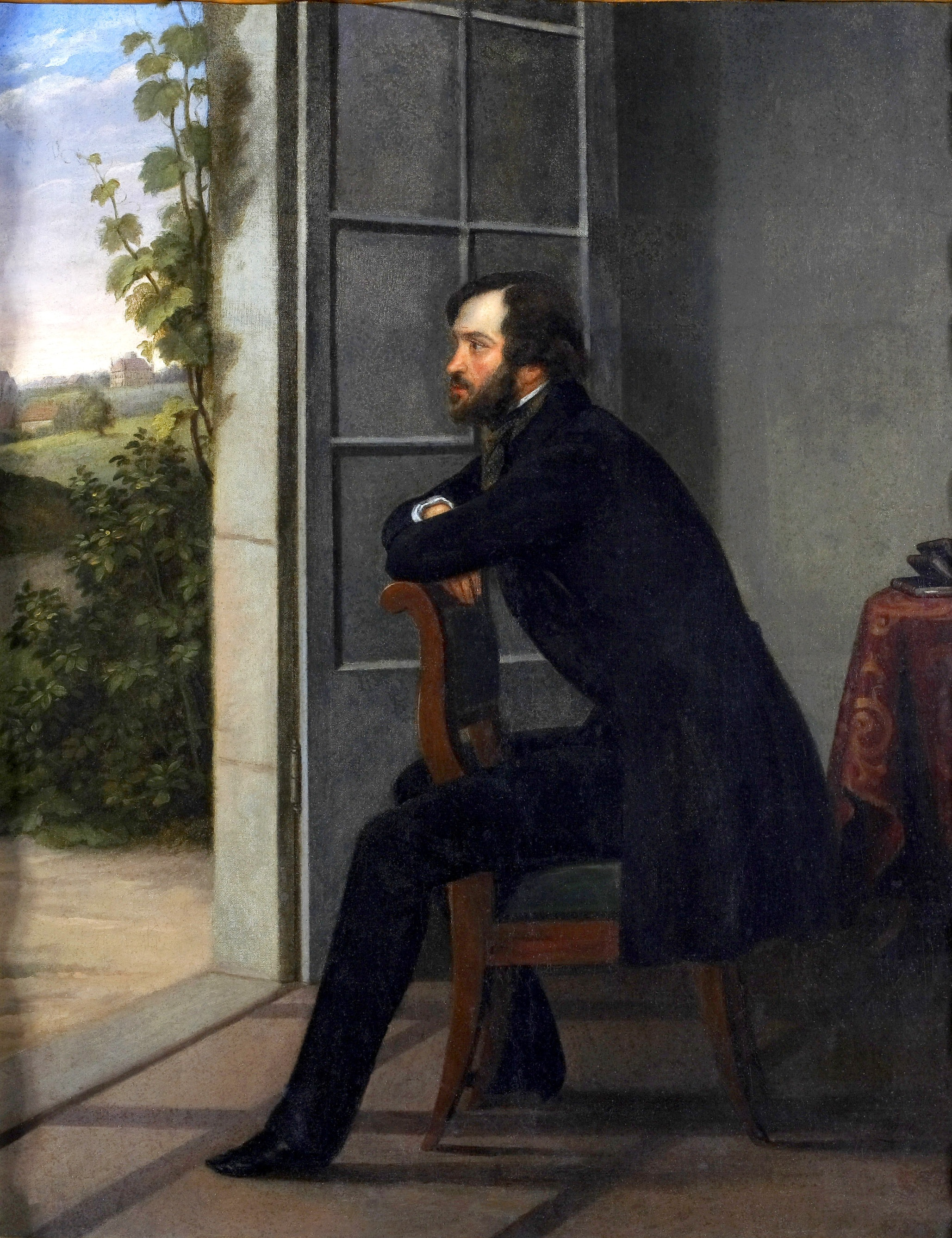
Maria Wodzińska, Portret brata
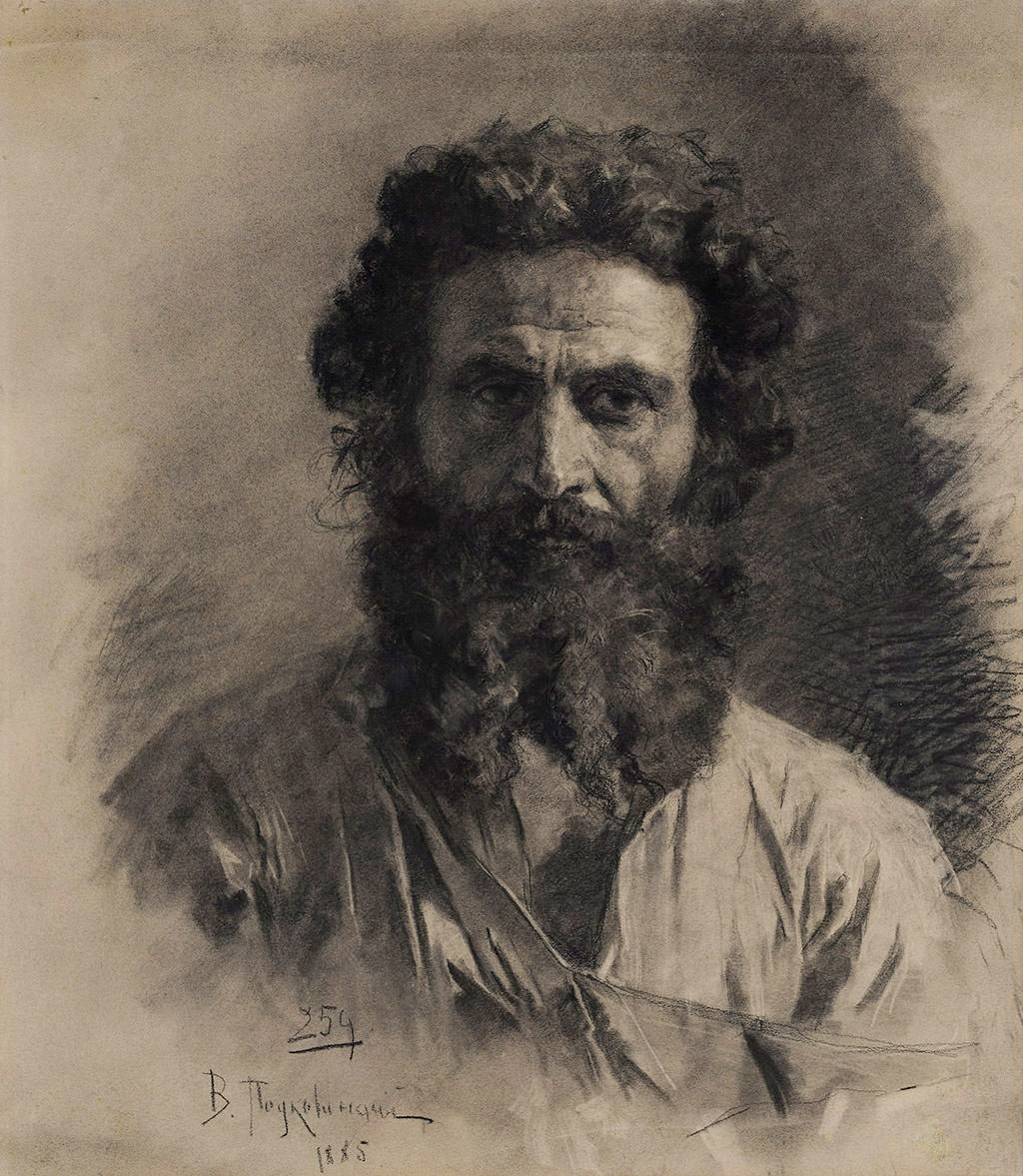
Władysław Podkowiński, Portret mężczyzny
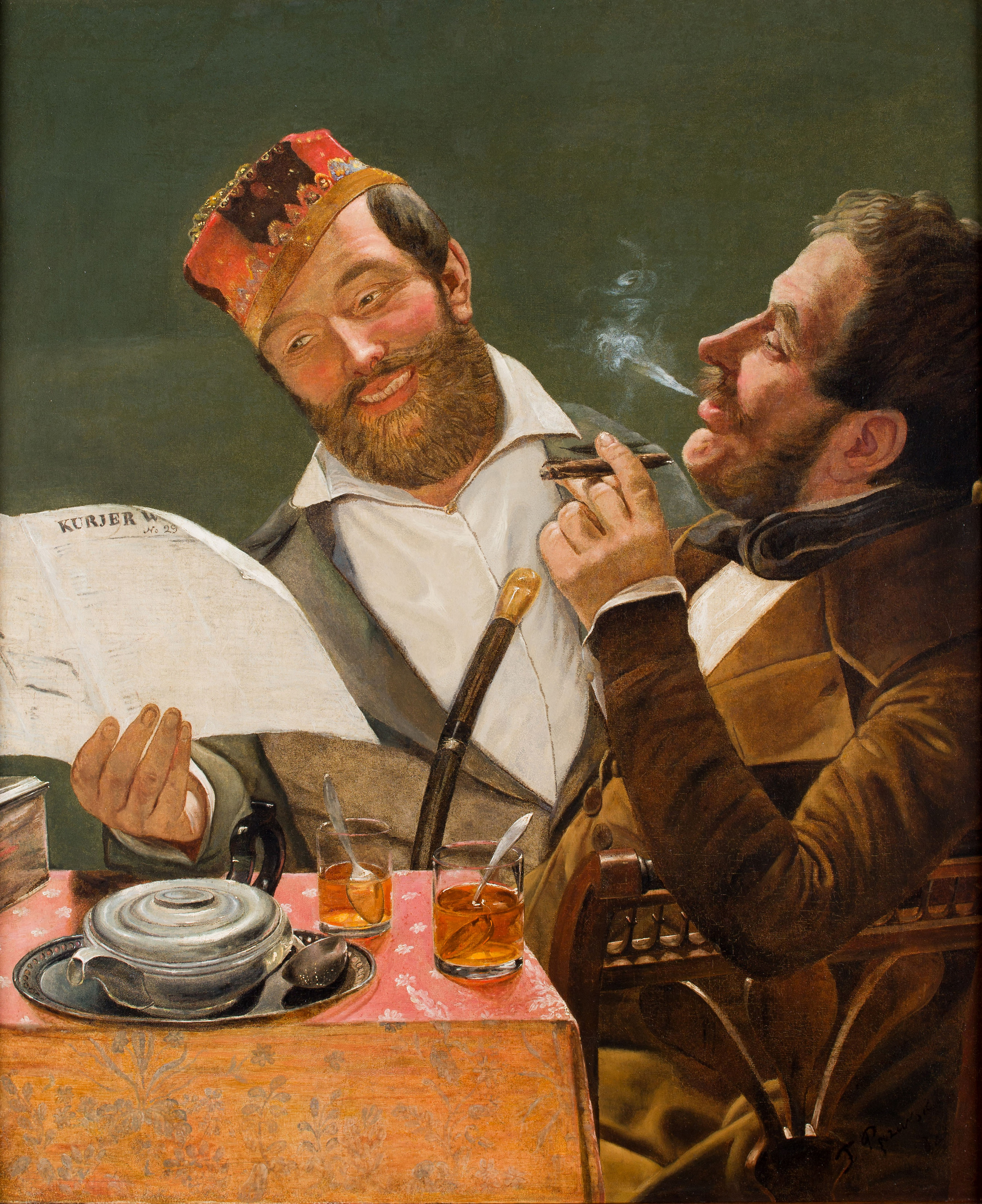
Feliks Pęczarski, Amatorowie herbaty i kuriera
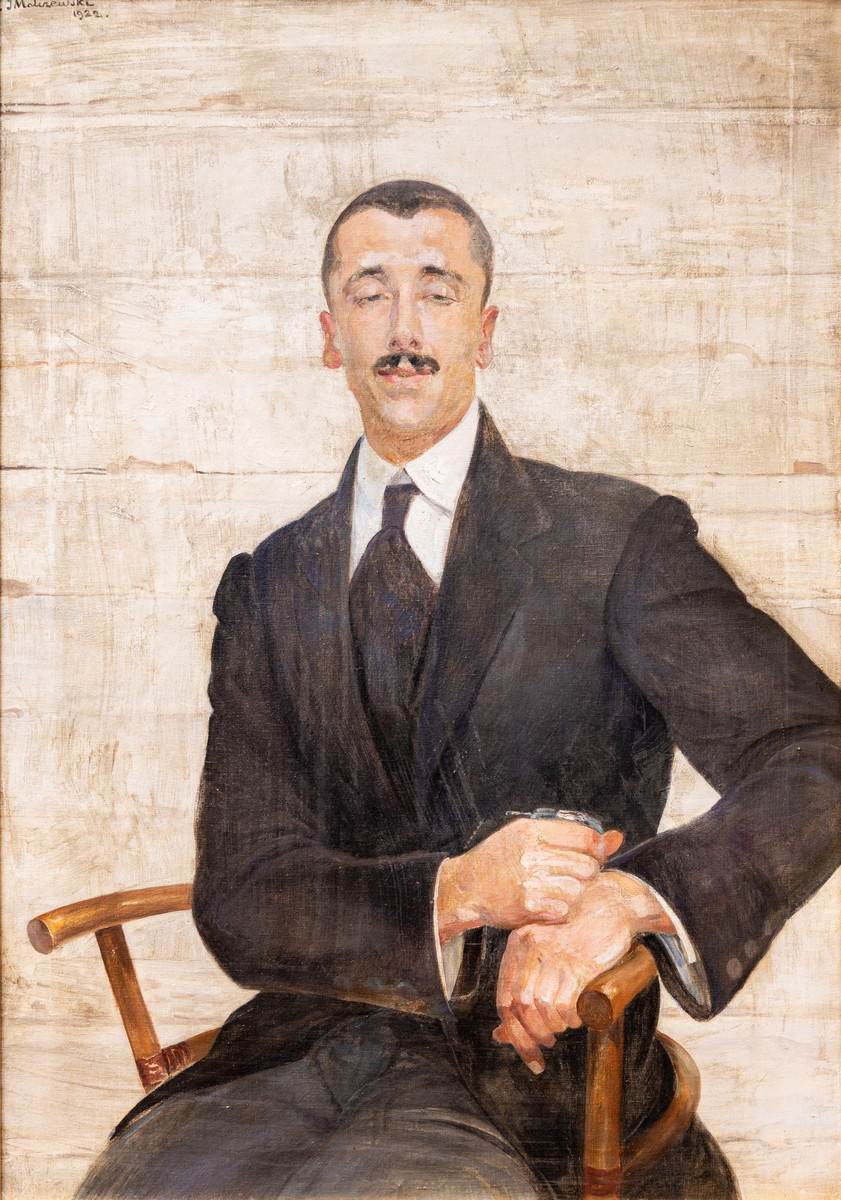
Jacek Malczewski, Portret doktora Romana Soczyńskiego